# Pucalina
Pucalina (grohotuša; lat. Colutea),  biljni rod iz porodice mahunarki. Pripada mu 26 vrsta trajnica i ghrmova rasprostranjenih na Mediteranu, Jugoistočnoj Europi, Sjevernom Kavkazu, Srednjoj Aziji, Sjeveroistočna i Južna Afrika, Arapski poluotok, Irak, Iran, Afganistan, Pakistan, Kina, Indija, Nepal.
U Hrvatskoj rastu dvije vrste drvolika ili stablolika pucalina i  istočna pucalina.

## Vrste
1. Colutea abyssinica Kunth & C.D.Bouché
2. Colutea acutifolia Shap.
3. Colutea afghanica Browicz
4. Colutea arborescens L.
5. Colutea armata Hemsl. & Lace
6. Colutea armena Boiss. & A.Huet
7. Colutea atabajevii B.Fedtsch.
8. Colutea atlantica Browicz
9. Colutea brachyptera Sumn.
10. Colutea buhsei (Boiss.) Shap.
11. Colutea cilicica Boiss. & Balansa
12. Colutea delavayi Franch.
13. Colutea gifana Parsa
14. Colutea gracilis Freyn & Sint.
15. Colutea insularis Browicz
16. Colutea istria Mill.
17. Colutea jarmolenkoi Shap.
18. Colutea komarovii Takht.
19. Colutea melanocalyx Boiss. & Heldr.
20. Colutea multiflora Shap. ex Ali
21. Colutea nepalensis Sims
22. Colutea orientalis Mill.
23. Colutea paulsenii Freyn
24. Colutea persica Boiss.
25. Colutea porphyrogramma Rech.f.
26. Colutea uniflora Beck
27. Colutea ×media Willd.
28. Colutea ×variabilis Browicz.

## Sinonimi
- Baguenaudiera Bubani; Fl. Pyren. 2: 513 (1900)